# João Pedro Oliveira
João Pedro Oliveira (Lisboa, 1959). É um compositor de música electroacústica.. 
Iniciou seus estudos no Instituto Gregoriano de Lisboa, onde estudou órgão. Entre 1985 e 1990, viajou para os Estados Unidos como bolsista, patrocinado pela Fundação Gulbenkian, onde concluiu pós-doutorado e dois mestrados em Música na Universidade de Nova Iorque em Stony Brook.
Desde 2011, é Professor Titular na Universidade Federal de Minas Gerais (Brasil), onde ensina Composição, música eletroacústica e análise musical.
Catedrático na Universidade de Aveiro (Portugal), ajudou a desenvolver a nova geração de compositores portugueses e muitos dos seus alunos receberam prêmios de nível nacional e internacional.
Tem diversos artigos publicados em jornais e tem escrito diversos livros sobre a teoria da análise musical do século XX.

## Prémios
- Prémio Magisterium no Concurso de Música Electroacústica de Bourges (França) – 2008
- Prémio Giga Hertz. 2008.
- Primeiro Prémio no Concurso de Música Electroacústica de Bourges (Francia) – 2007
- Primeiro Prémio no Roma Soundtrack Competition (Italia) - 2007
- Primeiro Prémio no Concurso Yamaha-Visiones Sonoras (México) - 2007
- Primeiro Prémio no concurso Música Nova (República Checa) - 2007
- Primeiro Prémio no concurso Metamorphoses (Bélgica) - 2006
- Menção Honrosa no Concurso de Música Electroacústica de Bourges (França) – 2005
- Obra selecionada na Tribuna Internacional de Música Electroacústica (Italia) - 2005
- Primeiro Prémio no concurso Música Nova (República Checa) - 2005
- Segundo Lugar no concurso de Música Electroacústica de São Paulo
- Primeiro Prémio no concurso Earplay (San Francisco) - 2003
- Primeiro Prémio no concurso de Música Electroacústica de Bourges (França) – 2002
- Primeiro Prémio no concurso Alea III (E.U.A.) – 1996
- Primeiro Prémio no concurso Joly Braga Santos em 1992 e 1994